# Streblocladieae
Streblocladieae, tribus crvenih algi, dio porodice Rhodomelaceae. Postoji devet rodova s blizu 100 vrsta

## Rodovi
1. Acanthosiphonia Savoie & G.W.Saunders
2. Aiolocolax Pocock
3. Lampisiphonia H.-G.Choi, Díaz Tapia & Bárbara
4. Leptosiphonia Kylin
5. Melanothamnus Bornet & Falkenberg
6. Pterochondria Hollenberg
7. Streblocladia F.Schmitz
8. Tolypiocladia F.Schmitz
9. Vertebrata S.F.Gray